# クリスチャン・チャーチ
クリスチャン・チャーチ（Christian Church）は、アメリカ合衆国のプロテスタントの団体であるディサイプルス派から、1927年に分裂してできた教派である。なお、バートン・ストーンがスプリングフィールド長老会の設立・解散を経て19世紀初めに設立した、「クリスチャン・チャーチ」とは異なる。

## 歴史
ディサイプルス派の設立および日本での宣教についての詳細は、ディサイプルスのページを参照。
19世紀初めに誕生したディサイプルス派は、19世紀末から20世紀始めにかけての自由主義神学論争の影響により、1900年初頭、ディサイプルス派とチャーチ・オブ・クライスト派（礼拝に一切の楽器を使用しない無楽器派）とに分裂した。
ディサイプルス派内の分裂はとどまることがなく、この後さらに、エキュメニカル派の「ディサイプルス派」からファンダメンタリスト層の者たちが離脱し、1927年、「クリスチャン・チャーチ」を創設することとなった。